# 韦姆

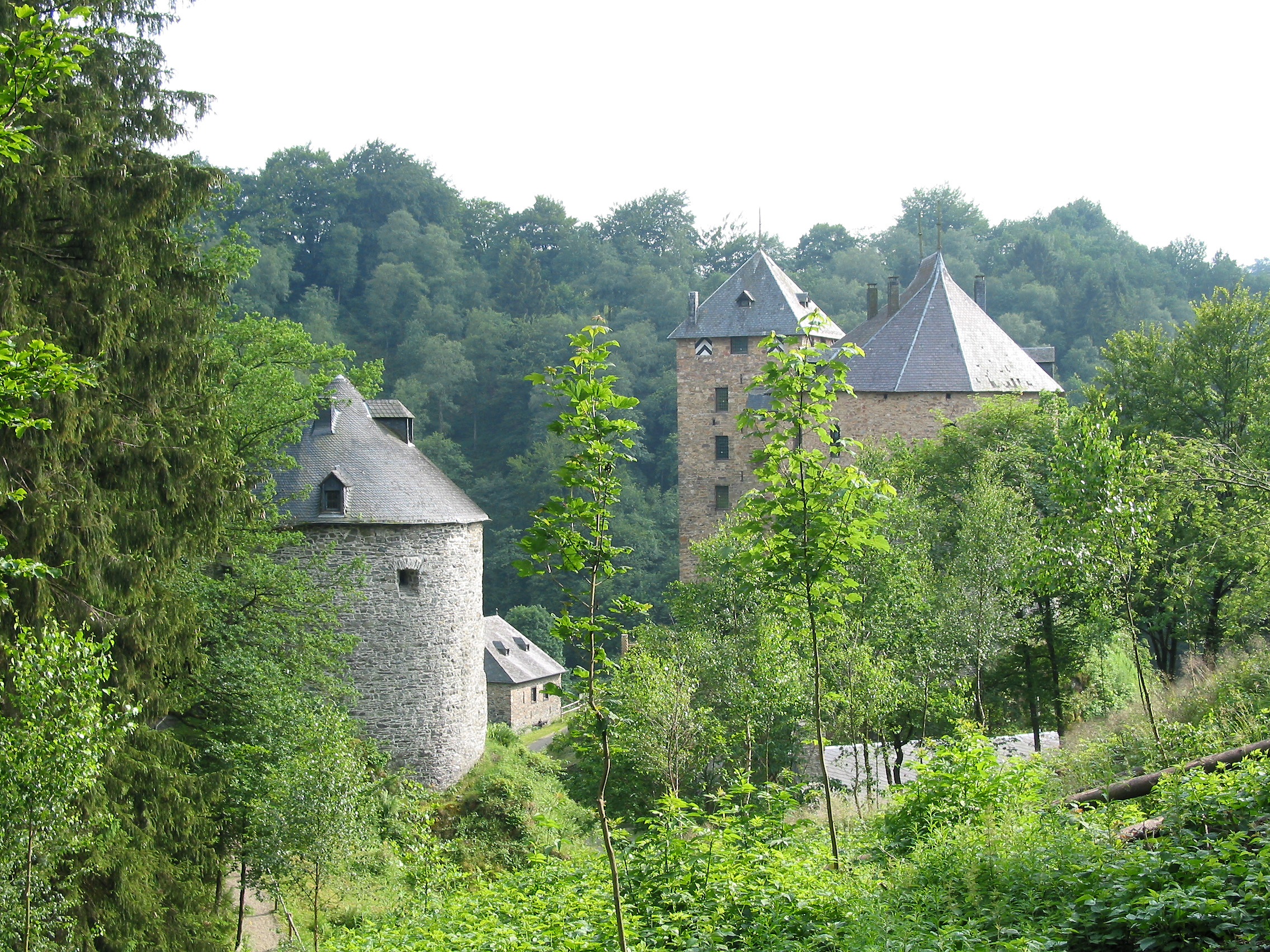
韦姆的赖因哈德施泰因城堡（Burg Reinhardstein）

韦姆（法語：Waimes，法語發音：[wɛm]；德語發音：[ˈvaɪ̯sməs]）是比利时瓦隆大区列日省韋爾維耶區的一个语言便利市镇，位于瓦尔什河畔，东北与德国接壤，人口7,429人（2018年1月1日）。韦姆是东比利时的一部分，但其属于法语社群而非德语社群，当地居民多数使用法语，少数使用德语，市政部门为使用德语的少数人士提供德语服务。韦姆是比利时唯一一个与德国接壤但不属于德语社群的市镇。

## 历史
韦姆原属德意志帝國，于1920年依《凡尔赛条约》被割让给比利时。